# Platysmurus
Platysmurus – rodzaj ptaków z rodziny krukowatych (Corvidae).

## Rozmieszczenie geograficzne
Rodzaj obejmuje gatunki występujące w południowo-wschodniej Azji.

## Morfologia
Długość ciała 39–41 cm; masa ciała 178–182 g.

## Systematyka
Rodzaj utworzył w 1850 roku niemiecki zoolog Ludwig Reichenbach w publikacji własnego autorstwa poświęconej historii naturalnej ptaków. Gatunkiem typowym jest (późniejsze oznaczenie) srokowiec białoskrzydły (P. leucopterus).

### Etymologia
- Glaucopis: gr. γλαυκος glaukos ‘niebiesko-szary, jaskrawy’; οψις opsis ‘wygląd’[6]. Gatunek typowy (późniejsze oznaczenie)[7]: Glaucopis leucopterus Temminck, 1824.
- Platysmurus: gr. πλατυσμα platusma ‘płaski przedmiot, płyta, ostrze’; -ουρος -ouros ‘-ogonowy’, od ουρα oura ‘ogon’[8].
- Glenargus: gr. γληνη glēnē ‘gałka oczna, oko’; αργος argos ‘biały, lśniący’[9].

### Podział systematyczny
Do rodzaju należą następujące gatunki:
- Platysmurus leucopterus (Temminck, 1824) – srokowiec białoskrzydły
- Platysmurus aterrimus (Temminck, 1829) – srokowiec czarny